# Era (merk)
Era was een merk halvarine geproduceerd door Unilever vanaf begin 1969. Het product was speciaal ontwikkeld voor mensen die op hun gezondheid wilden letten, nadat in 1968 een nieuw margarinebesluit was vastgesteld. Het product bevatte daarom 50% minder calorieën, was plantaardig en ongezouten. Het was verpakt in een kuipje waardoor geen botervloot nodig was.
In 1987 werd het product uit de handel genomen en vervangen door een halvarine met de naam Linera.
Een bekende reclameslogan van Era luidde "Gezond en slank zijn is niet alleen voor dochters". Corrie van Gorp had in 1977 een carnavalshit met "Zo slank zijn als je dochter", die hierop was geïnspireerd.